# ジョン・メイヤー (作曲家)
ジョン・メイヤー（John Mayer、1930年10月28日 - 2004年3月9日）は、インドの作曲家。
西ベンガル州コルカタ出身。主にジャズとインドの伝統音楽とのフュージョンによって知られる。ジャマイカのジャズミュージシャンであるジョー・ハリオットと彼の結成したインド・ジャズ・フュージョンズとともに幅広く活動した。イギリスで交通事故に遭い、死去。
| スタブアイコン | サブスタブ | この項目は、まだ閲覧者の調べものの参照としては役立たない、音楽関係者（バンド等）に関連した書きかけの項目です。この項目を加筆・訂正などしてくださる協力者を求めています（P:音楽/PJ:芸能人）。 |